# 2012 في البرازيل
فيما يلي قوائم الأحداث التي وقعت خلال عام 2012 في البرازيل.

## رياضة
- 1 يناير – الدوري البرازيلي لكرة القدم 2012
- 25 نوفمبر – جائزة البرازيل الكبرى 2012 الفائز جنسن باتون.

## أفلام
من الأفلام التي صدرت هذه السنة في البرازيل:
- 4 مارس – جنس الملائكة من إخراج Xavier Villaverde  [لغات أخرى]‏.
- 23 مايو – على الطريق من إخراج والتر سالس، سام رايلاي.

## موسيقى

### أغاني
من الأغاني التي صدرت هذه السنة في البرازيل:
- 6 أغسطس – بارا بارا بيري بيري من غناء أليكس فيراري (مغني).

## كتب
من الكتب التي صدرت هذه السنة في البرازيل:
- 1 يناير – مخطوطة وجدت في عكرا من تأليف باولو كويلو.

## وفيات

### مارس
- 16 مارس – عزيز أبو صابر (مواليد 1924)[1]

### أغسطس
- 2 أغسطس – روي دي فريتاس (مواليد 1916) لاعب كرة سلة برازيلي.[2]
- 24 أغسطس – فيليكس مييلي فينيراندو (مواليد 1937) لاعب كرة قدم برازيلي.[3]

### سبتمبر
- 29 سبتمبر – هيبي كامارغو (مواليد 1929)[4]

### نوفمبر
- 28 نوفمبر – خوسيه ماريا فيديليس دوس سانتوس (مواليد 1944) لاعب كرة قدم برازيلي.[5]

### ديسمبر
- 5 ديسمبر – أوسكار نيماير (مواليد 1907) مهندس معماري برازيلي.[6]